# Guy Gilles
Guy Gilles (bürgerlich Guy Émile Chiche; * 25. August 1938 in Algier, Französisch-Algerien; † 3. Februar 1996 in Paris) war ein französischer Filmregisseur, Drehbuchautor und Kameramann. Er wird dem erweiterten Umkreis der Nouvelle Vague zugerechnet und gilt als Pionier des queeren Kinos.

## Leben und Werk
Gilles stammt aus einer Familie algerischer Juden, die bereits vor der französischen Eroberung in Algerien lebten und 1870 durch das Décret Crémieux die französische Staatsbürgerschaft erhielten.
Er schuf seine ersten Kurzfilme ab 1958. Sein erster Langfilm war L’amour à la mer (deutsch „Liebe am Meer“), eine sommerliche Liebesgeschichte zwischen einer Pariserin und einem Matrosen, die von der Jugendjury auf dem Locarno Film Festival 1965 lobend erwähnt wurde. Während der Dreharbeiten lernte er Patrick Jouané kennen, den Gilles in der Folgezeit mehrfach in seinen Filmen einsetzte und der auch fast ausschließlich in Filmen von Guy Gilles mitspielte. 
Nach mehreren Kurz- und Dokumentarfilmen folgte 1968 Au Pan Coupé (deutsch etwa „Im Café an der Ecke“) über die Liebe einer jungen Frau und eines jungen Mannes, der seine Kindheit in einer Erziehungsanstalt verbracht hat. Sein nächster Spielfilm war Le clair de terre (1970) über einen jungen Franzosen, der aufbricht, um seinen Geburtsort in Tunesien zu besuchen, den er mit sechs Jahren verließ. In den 1970er Jahren hatte er eine Beziehung mit Jeanne Moreau. 1973 gewann er für Absences répétées über einen jungen Mann, der in die Drogenabhängigkeit gerät, den Prix Jean Vigo. Es folgten Le jardin qui bascule sowie einige Kurz- und Dokumentarfilme, darunter einer über Jean Genet (Saint, martyr et poète). Bei einem Angriff von Rechtsextremisten auf das schwule Filmfestival Écrans roses, nuits bleues (Leitung: Lionel Soukaz), bei dem dieser Film seine Premiere hatte, wurde Gilles am Kopf verletzt.
In den 1980er Jahren schuf er Le crime d’amour und Nuit docile, die beide auf dem Filmfestival von Cannes liefen, sowie den abendfüllenden Fernsehfilm Un garçon de France. Sein letzter Film war der auf Italienisch gedrehte Nefertiti, figlia del sole (deutsch „Nofretete, Tochter der Sonne“, 1994), ein Historienfilm über Nofretete. Gilles starb 1996 im Alter von 57 Jahren in Paris an AIDS.
Gilles, der offen bisexuell war, bezieht dieses Thema subtil in seinen Filmen ein. Seine Filme sind allerdings nicht Teil des schwulen militanten Kinos der 1970er Jahre, mit einigen dessen Protagonisten er jedoch persönlich bekannt war.

## Filmografie

### Als Regisseur
- 1958: Soleil étaint (Kurzfilm)
- 1959: Au biseau des baisers (Kurzfilm)
- 1961: Melancholia (Kurzfilm)
- 1964: L’amour à la mer
- 1964: Le journal d’un combat (Kurzfilm)
- 1965: Ciné bijou (Kurzfilm, Fernsehfilm)
- 1965: Paris un jour d’hiver (Kurzfilm)
- 1966: Le jardin des Tuileries (Kurzfilm)
- 1966: Chanson de gestes (Kurzfilm)
- 1967: Pop’âge (Dokumentarfilm, Fernsehfilm)
- 1967: Un dimanche à Aurillac (Kurzfilm)
- 1967: Festivals 66 Cinéma 67 (Dokumentarfilm, Fernsehfilm)
- 1968: Männer, Mädchen und Medaillen (13 jours en France, Dokumentarfilm, mit Claude Lelouch, François Reichenbach)
- 1968: Au Pan Coupé
- 1969: Le partant (Kurzfilm, Fernsehfilm)
- 1969: Vie retrouvée (Dokumentarfilm, Fernsehfilm)
- 1970: Le clair de terre
- 1970: Jeanne raconte Jeanne (Kurzfilm)
- 1970: Le cirque de muchachos (Kurzfilm)
- 1971: Côté cour, côté champs (Kurzfilm)
- 1971: Proust, l’art et la douleur (Dokumentarfilm, Fernsehfilm)
- 1972: Absences répétées
- 1975: Le jardin qui bascule
- 1975: Saint, martyr et poète (Dokumentarfilm, Fernsehfilm)
- 1975: La loterie de la vie (Dokumentarfilm, Fernsehfilm)
- 1975: La vie filmée (Dokumentarfilm, Fernsehfilm)
- 1976: Montreur d’images (Kurzfilm)
- 1977: Le défilé (Kurzfilm)
- 1982: Le crime d’amour
- 1983: L’envers de choses (Kurzfilm)
- 1983: Où sont-elles donc? (Kurzfilm, Fernsehfilm)
- 1985: Un garçon de France (Fernsehfilm)
- 1987: Nuit docile
- 1991: L’équilibriste (Kurzfilm)
- 1994: Nefertiti, figlia del sole

### Als Darsteller
- 1961: Tire-au-flanc 62 (Regie: François Truffaut, Claude de Givray)
- 1964: L’amour à la mer (Regie: Guy Gilles)
- 1972: What a Flash! (Regie: Jean-Michel Barjol)
- 1977: Le Théâtre des matières (Regie: Jean-Claude Biette)

## Filme über Guy Gilles
- 1999: Lettre à mon frère Guy Gilles, cinéaste trop tôt disparu (Regie: Luc Bernard)
- 2008: Guy Gilles et le temps désaccordé (Regie: Gaël Lépingle)